# Кальярі (провінція)
Провінція Кальярі (італ. Provincia di Càgliari) — провінція в Італії, у регіоні Сардинія.
Площа провінції — 4 596 км², населення — 564 323 осіб.
Столицею провінції є місто Кальярі.

## Основні муніципалітети
Найбільші за кількістю мешканців муніципалітети (ISTAT):
- Кальярі — 160.101 осіб
- Куарту-Сант'Елена — 71.131 осіб
- Селарджус — 28.767 осіб
- Ассеміні — 25.913 осіб
- Капотерра — 22.996 осіб
- Монсеррато — 20.829 осіб
- Сесту — 19.005 осіб
- Сіннаі- 16.387 осіб
- Куартуччу — 11.418 осіб